# Viviania tenuicaulis
Viviania tenuicaulis är en tvåhjärtbladig växtart som beskrevs av François Marius Barnéoud. Viviania tenuicaulis ingår i släktet Viviania och familjen Vivianiaceae. Inga underarter finns listade i Catalogue of Life.